# شنسیا (خواننده)

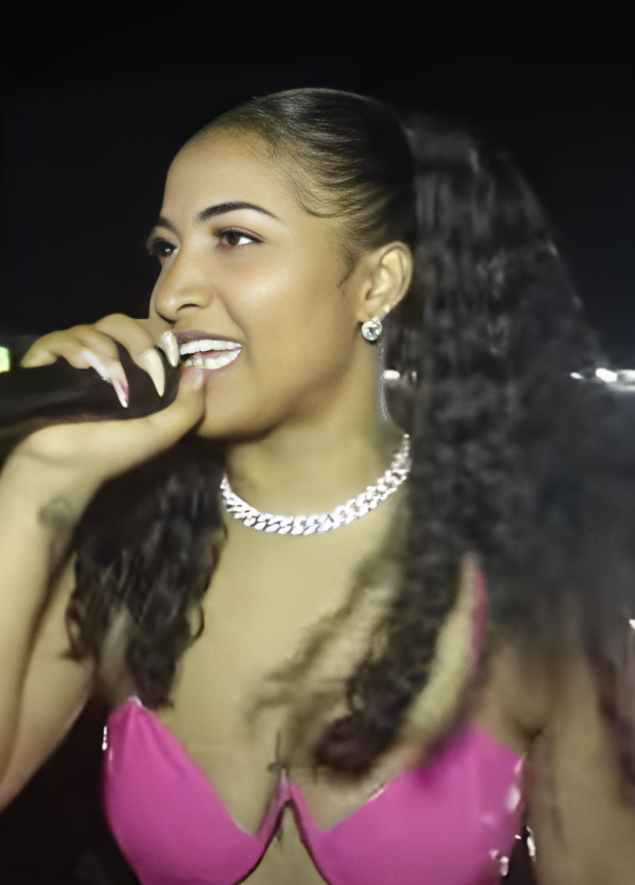
شنسیا

چینسیا لی (Chinsea Lee زاده ۱ اکتبر ۱۹۹۶) ، معروف به شنسیا است. او خواننده جامائیکایی و سبک دنس هال است. شنسیا نژاد جامائیکایی و کره‌ای است. از معروف‌ترین اثر در سال ۲۰۱۹ و در سبک موسیقی دنس هال و هیپ هاپ می‌توان به همکاری رپر آمریکایی تایگا به نام "Blessed" اشاره کرد.